# Бломберг (Источна Фризија)
Бломберг (њем. Blomberg) општина је у њемачкој савезној држави Доња Саксонија. Једно је од 19 општинских средишта округа Витмунд. Према процјени из 2010. у општини је живјело 1.539 становника. Посједује регионалну шифру (AGS) 3462001.

## Географски и демографски подаци
Бломберг се налази у савезној држави Доња Саксонија у округу Витмунд. Општина се налази на надморској висини од 7 метара. Површина општине износи 12,8 km².

## Становништво
У самом мјесту је, према процјени из 2010. године, живјело 1.539 становника. Просјечна густина становништва износи 120 становника/km².